# Safauhun
Safauhun (arab. سفوهن) – miejscowość w Syrii, w muhafazie Idlib. W 2004 roku liczyła 3399 mieszkańców.